# Сунь Тяньтянь
Сунь Тяньтя́нь (кит. упр. 孙甜甜, пиньинь Sun Tiantian; родилась 12 октября 1981 года в Чжэнчжоу, Китай) — китайская теннисистка; первая олимпийская чемпионка по теннису от Китая (совместно с Ли Тин); первая победительница турнира Большого шлема в миксте от Китая (Открытый чемпионат Австралии-2008); победительница 13 турниров WTA (из них один в одиночном разряде.

## Общая информация
Родителей китаянки зовут У Цзюй и Сюй Фэн. Когда Тяньтянь испольнилось восемь лет они привели её в теннисную секцию.
Любимой теннисисткой в детстве была Штеффи Граф.

## Спортивная карьера

### Одиночные турниры
Тяньтянь впервые сыграла международные соревнования осенью 1995 года, приняв участие в небольшом китайском юниорском турнире. Дебют во взрослом туре состоялся ещё через четыре года: Сунь сходу прошла квалификацию на грунтовом 25-тысячнике в Сарасоте. В 2000-01 годах выступления во взрослом туре становятся куда более регулярными, что позволяет достаточно быстро подняться в рейтинге в четвёртую сотню и начать побеждать на небольших турнирах.
В 2002-03 годах китаянка постепенно всё более стабилизирует результаты, что позволяет ей подняться в Top200 и на Australian Open-2003 впервые сыграть в квалификации турнира Большого шлема; в том году Сунь дважды принимает участие в подобных соревнованиях и каждый раз пробивается в основу. Летом того года Тяньтянь выходит в свой первый более-менее крупный финал соревнования профессионального тура: из квалификации она добралась до титульного матча 50-тысячника в Модене, попутно обыграв двух игроков Top100 и уступив лишь Мелинде Цинк.
В 2004 году китаянка выигрывает свой первый матч в основных сетках турниров Большого шлема: на Уимблдоне ей удаётся переиграть Татьяну Гарбин. Через год Сунь впервые доходит до четвертьфиналов соревнований WTA: сначала в Хайдарабаде, а затем в Пекине (домашний успех оказался наиболее статусным — один из двух матчей был выигран у действующего игрока Top10: американки Серены Уильямс).
2006 год приносит первый титул на турнирах WTA: на мало престижном турнире в Ташкенте китаянка за пять матчей уступает лишь сет (Марии Корытцевой в первом раунде). Эта победа, в сочетании с общей стабильностью выступлений, позволяет ей единственный раз в карьере закончить год в числе сотни сильнейших теннисисток мира. В августе того года Тяньтянь одерживает свою вторую и последнюю победу над игроком Top10: в августе, на турнире в Коннектикуте она отдаёт лишь четыре гейма швейцарке Патти Шнидер.
В 2007-09 годах Тяньтянь постепенно сдаёт свои позиции в одиночных соревнованиях, а возможность играть на высшем уровне парные состязания не даёт ей особого шанса быстро подняться обратно.

### Парные турниры
Параллельно с одиночной карьерой китаянка активно играет и парные турниры. Сменив несколько партнёрш осенью 2002 года она образует альянс с Ли Тин. Уже на своём первом турнире WTA они добираются до полуфинала, а уже со следующего сезона становятся одними из серьёзных соперниц в парных турнирах любого уровня: в сезоне-2003 китаянки выигрывают десяток совместных титулов, в том числе трижды побеждая на соревнованиях WTA. Следующие несколько лет они постепенно улучшают свои результаты и на более крупных турнирах: в 2004 году удаётся выиграть Олимпийский турнир и добраться до полуфиналов крупных турниров в Майами и Риме; год спустя, обыграв две сеяные пары, китаянки на Roland Garros впервые доходят до четвертьфинала турнира Большого шлема.
В 2007 году дуэт с Ли распадается: Тин вскоре завершает карьеру, а Тяньтянь пробует свои силы в альянсах с другими партнёршами. Вместе с Сунь Шэннань и Еленой Лиховцевой она доходит до четвертьфиналов турниров Большого шлема (в Австралии и на Уимблдоне), а в паре с Пэн Шуай достигает своего единственного финала соревнования первой категории (в Чарлстоне). Сезон завершается серией из трёх финалов, два последних из которых завоёваны вместе с соотечественницей Янь Цзы.
В 2008 году Сунь проводит большую часть сезона в альянсе с Пэн Шуай: девушки выигрывают один титул и добиваются полуфинала на турнире в Риме. Через год парные результаты заметно падают, что позволяет Тяньтянь попытаться наладить результаты в одиночном разряде, но после года сравнительных неудач в обеих группах турнира китаянка принимает решение завершить активную карьеру игрока.
В последние годы своей карьеры Сунь стала показывать неплохие результаты и в соревнованиях смешанных пар: в 2007 году, вместе с австрийцем Юлианом Ноулом она добралась до четвертьфинала на австралийском турнире Большого шлема и полуфинала во Франции, а год спустя, уже в альянсе с сербом Ненадом Зимоничем, стала первой китаянкой, выигравшей соревнование этой серии. В четвертьфинале того турнира переиграна пара Кара Блэк / Пол Хенли, а в финале — Саня Мирза и Махеш Бхупати.

### Сборная и национальные турниры
С 2001 по 2009 годы Тяньтянь регулярно играла за национальную команду в Кубке Федерации, приняв за это время участие в 19 матчевых встречах, в которых было проведено 26 игр (по восемь побед в одиночном и парном разрядах). В 2005-08 годах при её участии китаянки прошли путь от игр в региональной зоне до полуфинала турнира.
В 2006 году Сунь представляла свою страну на играх XV летней Азиады. Тянь заработала на том соревновании две бронзовые медали: в женском парном турнире (вместе с Ли Тин) она уступила в полуфинале тайваньским китаянкам Латише Чан и Чжуан Цзяжун, а в соревновании смешанных пар (вместе с Юй Синьюанем) проиграла на этой стадии Сане Мирзе и Леандру Паесу.
Дважды Тяньтянь отбиралась в Олимпийский теннисный турнир. В 2008 году их дуэт с Пэн Шуай уступил уже на старте, а вот за четыре года до того, вместе с Ли Тин, она удивила многих обозревателей, завоевав первую в истории своей страны олимпийскую медаль в теннисе. Причём уже в первом круге для этого им пришлось обыграть одну из сильнейших теннисисток в истории женских парных олимпийских турниров Винус Уильямс, для которой то поражение стало единственным за четыре участия в подобных соревнованиях. Американка, правда, тогда выступала не со своей сестрой Сереной, а с Чандой Рубин. В полуфинале и финале Ли и Сунь обыграли национальные дуэты с участием двух сильнейших парных теннисисток того периода — аргентинки Паолы Суарес и испанки Вирхинии Руано Паскуаль.
| Раунд      | Соперники                                | Посев | Счёт          |
| ---------- | ---------------------------------------- | ----- | ------------- |
| 1 раунд    | Чанда Рубин Винус Уильямс                |       | 7-5, 1-6, 6-3 |
| 2 раунд    | Франческа Скьявоне Сильвия Фарина-Элия   |       | 6-1, 7-6(1)   |
| 1/4 финала | Алисия Молик Ренне Стаббс                | 4     | 6-3, 6-2      |
| 1/2 финала | Паола Суарес Патрисия Тарабини           | 7     | 6-2, 2-6, 9-7 |
| Финал      | Кончита Мартинес Вирхиния Руано Паскуаль | 2     | 6-3, 6-3      |

## Итоговое место в рейтинге WTA по годам
| Год  | Одиночный рейтинг | Парный рейтинг |
| 2009 | 841               | 79             |
| 2008 | 282               | 33             |
| 2007 | 232               | 16             |
| 2006 | 81                | 30             |
| 2005 | 104               | 36             |
| 2004 | 118               | 28             |
| 2003 | 141               | 48             |
| 2002 | 228               | 184            |
| 2001 | 375               | 221            |
| 2000 | 364               | 361            |

## Выступления на турнирах

### Финалы турнировWTAв одиночном разряде (1)

#### Победы (1)
| Легенда: До 2009 года           | Легенда: С 2009 года  |
| ------------------------------- | --------------------- |
| Турниры Большого Шлема (0+0+1*) |                       |
| Олимпиада (0+1)                 |                       |
| Итоговый чемпионат года (0)     |                       |
| 1-я категория (0)               | Premier Mandatory (0) |
| 2-я категория (0+1)             | Premier 5 (0)         |
| 3-я категория (0+6)             | Premier (0)           |
| 4-я категория (1+3)             | International (0)     |
| 5-я категория (0+1)             | International (0)     |

| Титулы по покрытиям | Титулы по месту проведения матчей турнира |
| ------------------- | ----------------------------------------- |
| Хард (1+8+1*)       | Зал (0+1)                                 |
| Грунт (0+3)         | Зал (0+1)                                 |
| Трава (0+1)         | Открытый воздух (1+11+1)                  |
| Ковёр (0)           | Открытый воздух (1+11+1)                  |

* количество побед в одиночном разряде + количество побед в парном разряде + количество побед в миксте.
| №  | Дата           | Турнир              | Покрытие | Соперница в финале | Счёт    |
| 1. | 2 октября 2006 | Ташкент, Узбекистан | Хард     | Ирода Туляганова   | 6-2 6-4 |

### Финалы турнировITFв одиночном разряде (11)

#### Победы (6)
| Легенда:          |
| ----------------- |
| 100.000 USD (0)   |
| 75.000 USD (0)    |
| 50.000 USD (0+5*) |
| 25.000 USD (2+4)  |
| 10.000 USD (4+4)  |

| Титулы по покрытиям | Титулы по месту проведения матчей турнира |
| ------------------- | ----------------------------------------- |
| Хард (4+10*)        | Зал (0+3)                                 |
| Грунт (2+3)         | Зал (0+3)                                 |
| Трава (0)           | Открытый воздух (6+10)                    |
| Ковёр (0)           | Открытый воздух (6+10)                    |

* количество побед в одиночном разряде + количество побед в парном разряде.
| №  | Дата             | Турнир              | Покрытие | Соперница в финале | Счёт        |
| 1. | 4 сентября 2000  | Ханчжоу, Китай      | Грунт    | Чжэн Цзе           | 6-2 6-2     |
| 2. | 11 сентября 2000 | Хух-Хото, Китай     | Грунт    | Дин Дин            | 6-4 6-3     |
| 3. | 12 июня 2001     | Сеул, Южная Корея   | Хард     | Чхой Чин Юн        | 3-6 6-3 6-1 |
| 4. | 18 июня 2001     | Инчхон, Южная Корея | Хард     | Чхун Ян Чин        | 6-4 6-3     |
| 5. | 7 апреля 2002    | Хошимин, Вьетнам    | Хард     | Чон Ми Ра          | 6-3 6-4     |
| 6. | 6 августа 2002   | Пекин, Китай        | Хард     | Рика Фудзивара     | 6-3 6-0     |

#### Поражения (5)
| №  | Дата            | Турнир           | Покрытие | Соперница в финале | Счёт        |
| 1. | 10 апреля 2000  | Шэньян, Китай    | Хард     | Ли На              | 0-6 4-6     |
| 2. | 29 мая 2000     | Шэньчжэнь, Китай | Хард     | Ким Ын Ха          | 4-6 3-6     |
| 3. | 13 мая 2002     | Шанхай, Китай    | Хард     | Чжэн Цзе           | 2-6 2-6     |
| 4. | 14 июля 2003    | Модена, Италия   | Грунт    | Мелинда Цинк       | 3-6 3-6     |
| 5. | 26 октября 2004 | Шэньчжэнь, Китай | Хард     | Ли На              | 3-6 6-4 2-6 |

### Финалы Олимпийских турниров в женском парном разряде (1)

#### Победы (1)
| №  | Год  | Турнир        | Покрытие | Партнёрша | Соперники в финале                       | Счёт    |
| 1. | 2004 | Афины, Греция | Хард     | Ли Тин    | Кончита Мартинес Вирхиния Руано Паскуаль | 6-3 6-3 |

### Финалы турнировWTAв парном разряде (22)

#### Победы (12)
| №   | Дата            | Турнир                 | Покрытие | Партнёрша | Соперницы в финале                       | Счёт           |
| 1.  | 14 июня 2003    | Вена, Австрия          | Грунт    | Ли Тин    | Чжэн Цзе Янь Цзы                         | 6-3 6-4        |
| 2.  | 2 ноября 2003   | Квебек, Канада         | Хард(i)  | Ли Тин    | Элс Калленс Мейлен Ту                    | 6-3 6-3        |
| 3.  | 9 ноября 2003   | Паттайя, Таиланд       | Хард     | Ли Тин    | Анжелик Виджайя Винна Пракуся            | 6-4 6-3        |
| 4.  | 22 августа 2004 | Олимпиада              | Хард     | Ли Тин    | Кончита Мартинес Вирхиния Руано Паскуаль | 6-3 6-3        |
| 5.  | 3 октября 2004  | Гуанчжоу, Китай        | Хард     | Ли Тин    | Юй Ин Ян Шуцзин                          | 6-4 6-1        |
| 6.  | 1 мая 2005      | Оэйраш, Португалия     | Грунт    | Ли Тин    | Михаэлла Крайчек Генриета Надьова        | 6-3 6-1        |
| 7.  | 12 февраля 2006 | Паттайя, Таиланд (2)   | Хард     | Ли Тин    | Чжэн Цзе Янь Цзы                         | 3-6 6-1 7-6(5) |
| 8.  | 7 мая 2006      | Оэйраш, Португалия (2) | Грунт    | Ли Тин    | Хисела Дулко Мария Санчес Лоренсо        | 6-2 6-2        |
| 9.  | 1 октября 2006  | Гуанчжоу, Китай (2)    | Хард     | Ли Тин    | Ваня Кинг Елена Костанич                 | 6-4 2-6 7-5    |
| 10. | 7 октября 2007  | Токио, Япония          | Трава    | Янь Цзы   | Ваня Кинг Чжуан Цзяжун                   | 1-6 6-2 [10-6] |
| 11. | 14 октября 2007 | Бангкок, Таиланд       | Хард     | Янь Цзы   | Аюми Морита Дзюнри Намигата              | Без игры       |
| 12. | 9 марта 2008    | Бангалор, Индия        | Хард     | Пэн Шуай  | Чжань Юнжань Чжуан Цзяжун                | 6-4 5-7 [10-8] |

#### Поражения (10)
| №   | Дата             | Турнир                    | Покрытие | Партнёрша         | Соперницы в финале              | Счёт           |
| 1.  | 12 октября 2003  | Ташкент, Узбекистан       | Хард     | Ли Тин            | Юлия Бейгельзимер Татьяна Пучек | 3-6 6-7(0)     |
| 2.  | 22 февраля 2004  | Хайдарабад, Индия         | Хард     | Ли Тин            | Саня Мирза Лизель Хубер         | 6-7(1) 4-6     |
| 3.  | 12 февраля 2005  | Хайдарабад, Индия (2)     | Хард     | Ли Тин            | Чжэн Цзе Янь Цзы                | 4-6 1-6        |
| 4.  | 4 марта 2006     | Доха, Катар               | Хард     | Ли Тин            | Даниэла Гантухова Ай Сугияма    | 4-6 4-6        |
| 5.  | 15 апреля 2007   | Чарлстон, США             | Грунт    | Пэн Шуай          | Янь Цзы Чжэн Цзе                | 5-7 0-6        |
| 6.  | 26 мая 2007      | Страсбург, Франция        | Грунт    | Алисия Молик      | Янь Цзы Чжэн Цзе                | 3-6 4-6        |
| 7.  | 17 июня 2007     | Бирмингем, Великобритания | Трава    | Мейлен Ту         | Чжань Юнжань Чжуан Цзяжун       | 6-7(3) 3-6     |
| 8.  | 24 сентября 2007 | Гуанчжоу, Китай           | Хард     | Ваня Кинг         | Пэн Шуай Янь Цзы                | 3-6 4-6        |
| 9.  | 21 сентября 2008 | Гуанчжоу, Китай (2)       | Хард     | Янь Цзы           | Мария Корытцева Татьяна Пучек   | 4-6 6-4 [8-10] |
| 10. | 14 сентября 2009 | Гуанчжоу, Китай (3)       | Хард     | Кимико Датэ-Крумм | Ольга Говорцова Татьяна Пучек   | 6-3 2-6 [8-10] |

### Финалы турнировITFв парном разряде (21)

#### Победы (13)
| №   | Дата             | Турнир                             | Покрытие | Партнёрша | Соперницы в финале              | Счёт        |
| 1.  | 10 апреля 2000   | Шэньян, Китай                      | Хард     | Чэнь Янь  | Чэнь Инь То Ци                  | 6-2 6-4     |
| 2.  | 4 сентября 2000  | Чжэцзян, Китай                     | Хард     | Чэнь Янь  | Янь Цзы Чжэн Цзе                | 6-3 7-5     |
| 3.  | 11 сентября 2000 | Хух-Хото, Китай                    | Грунт    | Чэнь Янь  | Дин Дин Тан Янь                 | 6-0 6-3     |
| 4.  | 22 января 2002   | Кингстон-апон-Халл, Великобритания | Хард(i)  | Чжэн Цзе  | Клер Каррен Эльза О’Райин       | 7-6(4) 7-5  |
| 5.  | 6 августа 2002   | Пекин, Китай                       | Хард     | Ли Тин    | Янь Цзы Чжэн Цзе                | 7-5 6-3     |
| 6.  | 18 февраля 2003  | Колумбус, США                      | Хард(i)  | Ли Тин    | Бруна Колозио Жоана Кортес      | 6-3 6-1     |
| 7.  | 25 февраля 2003  | Сент-Пол, США                      | Хард(i)  | Ли Тин    | Терин Эшли Абигейл Спирс        | 6-3 6-1     |
| 8.  | 25 марта 2003    | Атланта, США                       | Хард     | Ли Тин    | Лиэнн Бейкер Франческа Лубьяни  | 4-6 6-4 6-4 |
| 9.  | 23 июня 2003     | Фонтанафредда, Италия              | Грунт    | Ли Тин    | Мария Гезненге Драгана Зарич    | 6-4 6-3     |
| 10. | 13 июля 2003     | Модена, Италия                     | Грунт    | Ли Тин    | Рика Фудзивара Труди Мусгрейв   | 3-6 7-5 7-5 |
| 11. | 30 ноября 2003   | Чанша, Китай                       | Хард     | Ли Тин    | Янь Цзы Чжэн Цзе                | 6-4 6-2     |
| 12. | 7 декабря 2003   | Шэньчжэнь, Китай                   | Хард     | Ли Тин    | Янь Цзы Чжэн Цзе                | 6-3 3-6 6-4 |
| 13. | 21 августа 2005  | Бронкс, США                        | Хард     | Ли Тин    | Татьяна Пучек Анастасия Екимова | 2-6 6-2 6-4 |

#### Поражения (8)
| №  | Дата            | Турнир                   | Покрытие | Партнёрша         | Соперницы в финале               | Счёт           |
| 1. | 4 июня 2001     | Хух-Хото, Китай          | Грунт    | Чэнь Янь          | Янь Цзы Чжэн Цзе                 | 4-6 6-2 3-6    |
| 2. | 24 июля 2001    | Гуанчжоу, Китай          | Хард     | Чэнь Янь          | Ли Тин Тун Капо                  | 5-7 3-6        |
| 3. | 5 февраля 2002  | Редбридж, Великобритания | Хард(i)  | Хелен Крук        | Магда Михалаке Екатерина Сысоева | 6-4 4-6 4-6    |
| 4. | 16 июня 2003    | Гориция, Италия          | Грунт    | Ли Тин            | Янь Цзы Чжэн Цзе                 | 6-7(5) 6-1 4-6 |
| 5. | 30 июня 2003    | Орбетелло, Италия        | Грунт    | Ли Тин            | Янь Цзы Чжэн Цзе                 | 2-6 5-7        |
| 6. | 6 июня 2005     | Пекин, Китай             | Хард     | Ли Тин            | Янь Цзы Чжэн Цзе                 | 1-6 5-7        |
| 7. | 11 мая 2009     | Сен-Годенс, Франция      | Грунт    | Кимико Датэ-Крумм | Рика Фудзивара Шанель Схеперс    | 5-7 4-6        |
| 8. | 10 августа 2009 | Цюаньчжоу, Китай         | Хард     | Хао Цзе           | Хань Синьюнь Гао Шаоюань         | 6-1 2-6 [6-10] |

### Финалы турниров Большого шлема в смешанном парном разряде (1)

#### Победы (1)
| №  | Год  | Турнир                       | Покрытие | Партнёр       | Соперники в финале       | Счёт       |
| 1. | 2008 | Открытый чемпионат Австралии | Хард     | Ненад Зимонич | Саня Мирза Махеш Бхупати | 7-6(4) 6-4 |

## История выступлений на турнирах
| Турнир                       | 2003  | 2004  | 2005          | 2006          | 2007          | 2008  | 2009  | Итог   | В/П за карьеру |
| ---------------------------- | ----- | ----- | ------------- | ------------- | ------------- | ----- | ----- | ------ | -------------- |
| Турниры Большого Шлема       |       |       |               |               |               |       |       |        |                |
| Открытый чемпионат Австралии | 1Р    | 3Р    | 3Р            | 3Р            | 1/4           | 2Р    | 1Р    | 0 / 7  | 10-7           |
| Открытый чемпионат Франции   | -     | 2Р    | 1/4           | 2Р            | 2Р            | 3Р    | 2Р    | 0 / 6  | 9-6            |
| Уимблдонский турнир          | -     | 1Р    | -             | 1Р            | 1/4           | 1Р    | -     | 0 / 4  | 3-4            |
| Открытый чемпионат США       | 1Р    | -     | 3Р            | 1Р            | 1Р            | -     | -     | 0 / 4  | 2-4            |
| Итог                         | 0 / 2 | 0 / 3 | 0 / 3         | 0 / 4         | 0 / 4         | 0 / 3 | 0 / 2 | 0 / 21 |                |
| В/П в сезоне                 | 0-2   | 3-3   | 7-3           | 3-4           | 7-4           | 3-3   | 1-2   |        | 24-21          |
| Олимпийские игры             |       |       |               |               |               |       |       |        |                |
| Летняя олимпиада             | НП    | П     | Не проводился | Не проводился | Не проводился | 1Р    | НП    | 1 / 2  | 5-1            |

| Турнир                       | 2004  | 2005  | 2006  | 2007  | 2008  | Итог   | В/П за карьеру |
| ---------------------------- | ----- | ----- | ----- | ----- | ----- | ------ | -------------- |
| Турниры Большого Шлема       |       |       |       |       |       |        |                |
| Открытый чемпионат Австралии | -     | 1Р    | -     | 1/4   | П     | 1 / 3  | 6-2            |
| Открытый чемпионат Франции   | 1Р    | -     | 2Р    | 1/2   | 1Р    | 0 / 4  | 4-4            |
| Уимблдонский турнир          | 3Р    | -     | 2Р    | 3Р    | 2Р    | 0 / 4  | 3-4            |
| Открытый чемпионат США       | -     | 1Р    | 2Р    | 1Р    | -     | 0 / 3  | 1-3            |
| Итог                         | 0 / 2 | 0 / 2 | 0 / 3 | 0 / 4 | 0 / 3 | 1 / 14 |                |
| В/П в сезоне                 | 1-2   | 0-2   | 3-3   | 5-4   | 5-2   |        | 14-13          |